# Słowo Żydowskie – Dosz Jídise Vort
A Słowo Żydowskie (lengyelül) és Dosz Jídise Vort (jiddisül; דאָס ייִדישע וואָרט, lengyel átírással Dos Jidisze Wort; jelentése „[A] Zsidó Szó”) a Lengyelországi Zsidó Közéleti és Kulturális Egyesület 1992 óta Varsóban, eredetileg kétheti rendszerességgel megjelenő lapja. Az 1991-ig megjelenő Fołks Sztyme című hetilap jogutódja. A cikkek valamivel több mint a fele lengyel, a maradék része jiddis nyelven jelenik meg. 2002 óta, bár keltezési szokásait és számozását megtartotta, a kétheti gyakoriságot felváltotta a havi megjelenés.
Első főszerkesztője Adam Rok volt, őt 2004 januárjában Zbigniew Safjan váltotta, aki 2007 októberéig töltötte be ezt a pozíciót, s akit 2008 januárjában Michał Sobelman követett. A lengyel nyelvű rovatok vezetője Piotr Piluk.
A Holokausztot megelőzően szintén jelent meg ezen a címen újság Lengyelországban.